# Беллинчони, Джемма
Дже́мма Беллинчо́ни (итал. Gemma Bellincioni; 18 августа 1864, Монца — 23 апреля 1950, Неаполь) — итальянская оперная певица (сопрано), педагог и общественный деятель. Дочь оперных артистов Чезаре Беллинчони и К. Сорольдони, жена тенора Роберто Станьо.

## Биография
Обучалась пению у своей матери К. Сорольдони. Впервые выступила на сцене в 1880 году (неапольский театр «Нуово»). В дальнейшем выступала в театрах «Арджентина» в Риме, «Ла Скала» и «Лирико» в Милане. Много гастролировала по Европе. В 1911 году завершила карьеру певицы и занималась преимущественно преподавательской деятельностью, в частности основала школы пения в Берлине в 1914 году, Риме — в 1916 году, Вене — в 1930 году.С 1932 года преподавала в Неапольской консерватории.
Она похоронена в Ливорно, на кладбище Монтенеро.

## Творчество
.

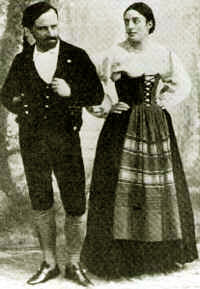
На премьере оперы «Сельская честь» с Р.Станьо

В 1890 году исполняла партию Сантуццы на мировой премьере оперы «Сельская честь» Масканьи на одной сцене с мужем, который пел партию Туридду. Первая исполнительница заглавной партии в «Федоре» Джордано (партнёром выступил Энрико Карузо) и в «Саломее» Штрауса (на итальянской сцене).
Голос Беллинчони до сих пор слышен на некоторых компакт-дисках (большая часть лейбла Marston) из немногих записей, которые они сделаны для компании Gramophone & Typewriter